# 12 uur van Sebring
De 12 uur van Sebring is een jaarlijkse endurance race. Hij wordt verreden op het Sebring International Raceway, een voormalige luchtmachtbasis in Sebring, Florida.

## Geschiedenis
Het circuit werd geopend in 1950. Het is ontworpen naar de Europese Formule 1 circuits. Het is nu een van de meest vooraanstaande endurance races in de Verenigde Staten. Het is beroemd omdat het 'once around the clock' actie is. Voor vele jaren was dit circuit het theater van het World Sportscar Championship. 
De race heeft een rijke historie want coureurs als Stirling Moss, Juan Manuel Fangio, Jacky Ickx, Arie Luyendyk en Mario Andretti en automerken als Ferrari, Porsche, BMW, Jaguar en Ford hebben hier allemaal gewonnen. In 1963 en 1964 nam de Nederlandse coureur Liane Engeman deel met haar collega Janet Guthrie.
De race wordt gezien als een goede voorbereiding op de 24 uur van Le Mans, door het hobbelige wegdek en de hoge temperatuur is het een goede test voor coureur en auto.

## Winnaars
| Jaar | Coureurs                                                | Team                                  | Auto                                  |
| ---- | ------------------------------------------------------- | ------------------------------------- | ------------------------------------- |
| 1952 | Harry Gray Larry Kulok                                  | Stuart Donaldson                      | Frazer Nash                           |
| 1953 | Phil Walters John Fitch                                 | Briggs Cunningham                     | Cunningham C4R                        |
| 1954 | Stirling Moss Bill Lloyd                                | Briggs Cunningham                     | O.S.C.A. MT4                          |
| 1955 | Mike Hawthorn Phil Walters                              | Briggs Cunningham                     | Jaguar D-Type                         |
| 1956 | Juan Manuel Fangio Eugenio Castellotti                  | Scuderia Ferrari                      | Ferrari 860 Monza                     |
| 1957 | Jean Behra Juan Manuel Fangio                           | Maserati                              | Maserati 450S                         |
| 1958 | Phil Hill Peter Collins                                 | Scuderia Ferrari                      | Ferrari 250                           |
| 1959 | Dan Gurney Chuck Daigh Phil Hill Olivier Gendebien      | Scuderia Ferrari                      | Ferrari 860 Monza                     |
| 1960 | Hans Herrmann Olivier Gendebien                         | Joakim Bonnier                        | Porsche 718                           |
| 1961 | Phil Hill Olivier Gendebien                             | SpA Ferrari SEFAC                     | Ferrari TR 250                        |
| 1962 | Jo Bonnier Lucien Bianchi                               | Scuderia SSS Republica di Venezia     | Ferrari TR 250                        |
| 1963 | John Surtees Ludovico Scarfiotti                        | SpA Ferrari SEFAC                     | Ferrari 250P                          |
| 1964 | Mike Parkes Umberto Maglioli                            | SpA Ferrari SEFAC                     | Ferrari 275P                          |
| 1965 | Jim Hall Hap Sharp                                      | Chaparral Cars Inc.                   | Chaparral 2                           |
| 1966 | Ken Miles Lloyd Ruby                                    | Shelby American Inc.                  | Ford X1                               |
| 1967 | Bruce McLaren Mario Andretti                            | Ford Motor Company                    | Ford MK IV                            |
| 1968 | Jo Siffert Hans Herrmann                                | Porsche Automobile Company            | Porsche 907                           |
| 1969 | Jacky Ickx Jackie Oliver                                | J.W. Automotive Engineering           | Ford GT40                             |
| 1970 | Ignazio Giunti Nino Vaccarella Mario Andretti           | SpA Ferrari SEFAC                     | Ferrari 512S                          |
| 1971 | Vic Elford Gérard Larrousse                             | Martini Racing                        | Porsche 917K                          |
| 1972 | Mario Andretti Jacky Ickx                               | SpA Ferrari SEFAC                     | Ferrari 319PB                         |
| 1973 | Hurley Haywood Peter Gregg Dave Helmick                 | Dave Helmick                          | Porsche 911                           |
| 1974 | geen race door de oliecrisis van 1973                   | geen race door de oliecrisis van 1973 | geen race door de oliecrisis van 1973 |
| 1975 | Brian Redman Allan Moffat Sam Posey Hans-Joachim Stuck  | BMW Motorsport                        | BMW E9                                |
| 1976 | Al Holbert Mike Keyser                                  | Holbert Porsche-Audi                  | Porsche 911                           |
| 1977 | George Dyer Brad Frisselle                              | George Dyer                           | Porsche 911                           |
| 1978 | Brian Redman Charles Mendez Bob Garretson               | Dick Barbour Racing                   | Porsche 935                           |
| 1979 | Bob Akin Rob McFarlin Roy Woods                         | Dick Barbour Racing                   | Porsche 935                           |
| 1980 | John Fitzpatrick Dick Barbour                           | Dick Barbour Racing                   | Porsche 935                           |
| 1981 | Bruce Leven Hurley Haywood Al Holbert                   | Bayside Disposal Racing               | Porsche 935                           |
| 1982 | John Paul, Sr. John Paul, Jr.                           | JLP Racing                            | Porsche 935                           |
| 1983 | Wayne Baker Jim Mullen Kees Nierop                      | Personalized Autohaus                 | Porsche 934                           |
| 1984 | Mauricio de Narvaez Hans Heyer Stefan Johansson         | De Narvaez Enterprises                | Porsche 935                           |
| 1985 | A.J. Foyt Bob Wollek                                    | Preston Henn                          | Porsche 962                           |
| 1986 | Hans-Joachim Stuck Jo Gartner Bob Akin                  | Bob Akin Motor Racing                 | Porsche 962                           |
| 1987 | Jochen Mass Bobby Rahal                                 | Bayside Disposal Racing               | Porsche 962                           |
| 1988 | Klaus Ludwig Hans-Joachim Stuck                         | Bayside Disposal Racing               | Porsche 962                           |
| 1989 | Geoff Brabham Chip Robinson Arie Luyendyk               | Electramotive Engineering             | Nissan GTP                            |
| 1990 | Derek Daly Bob Earl                                     | Nissan Performance Technology         | Nissan GTP                            |
| 1991 | Derek Daly Geoff Brabham Gary Brabham                   | Nissan Performance Technology         | Nissan NPT-90                         |
| 1992 | Juan Manuel Fangio II Andy Wallace                      | All American Racing                   | Toyota Mk III                         |
| 1993 | Juan Manuel Fangio II Andy Wallace                      | All American Racing                   | Toyota Mk III                         |
| 1994 | Steve Millen Johnny O'Connell John Morton               | Clayton Cunningham Racing             | Nissan 300ZX                          |
| 1995 | Andy Evans Fermín Vélez Eric van de Poele               | Scandia Motorsports                   | Ferrari 333 SP                        |
| 1996 | Wayne Taylor Jim Pace Eric van de Poele                 | Doyle Racing                          | Riley & Scott MK III                  |
| 1997 | Andy Evans Fermín Vélez Yannick Dalmas Stefan Johansson | Team Scandia                          | Ferrari 333 SP                        |
| 1998 | Didier Theys Gianpiero Moretti Mauro Baldi              | MOMO Doran Racing                     | Ferrari 333 SP                        |
| 1999 | Tom Kristensen JJ Lehto Jörg Müller                     | BMW Motorsport                        | BMW V12 LMR                           |
| 2000 | Frank Biela Tom Kristensen Emanuele Pirro               | Audi Sport North America              | Audi R8                               |
| 2001 | Rinaldo Capello Michele Alboreto Laurent Aïello         | Audi Sport North America              | Audi R8                               |
| 2002 | Rinaldo Capello Christian Pescatori Johnny Herbert      | Audi Sport North America              | Audi R8                               |
| 2003 | Frank Biela Marco Werner Philipp Peter                  | Infinion Team Joest                   | Audi R8                               |
| 2004 | Allan McNish Frank Biela Pierre Kaffer                  | Audi Sport UK Team Veloqx             | Audi R8                               |
| 2005 | JJ Lehto Marco Werner Tom Kristensen                    | ADT Champion Racing                   | Audi R8                               |
| 2006 | Tom Kristensen Allan McNish Rinaldo Capello             | Audi Sport North America              | Audi R10 Diesel                       |
| 2007 | Frank Biela Emanuele Pirro Marco Werner                 | Audi Sport North America              | Audi R10 Diesel                       |
| 2008 | Timo Bernhard Romain Dumas Emmanuel Collard             | Penske Racing                         | Porsche RS Spyder                     |
| 2009 | Tom Kristensen Allan McNish Rinaldo Capello             | Audi Sport Team Joest                 | Audi R15 TDI                          |
| 2010 | Marc Gené Alexander Wurz Anthony Davidson               | Team Peugeot Total                    | Peugeot 908 HDi FAP                   |
| 2011 | Loïc Duval Nicolas Lapierre Olivier Panis               | Team Oreca Matmut                     | Peugeot 908 HDi FAP                   |
| 2012 | Tom Kristensen Allan McNish Rinaldo Capello             | Audi Sport Team Joest                 | Audi R18 TDI                          |
| 2013 | Marcel Fässler Benoît Tréluyer Oliver Jarvis            | Audi Sport Team Joest                 | Audi R18 E-Tron Quattro               |
| 2014 | Marino Franchitti Scott Pruett Memo Rojas               | Chip Ganassi Racing                   | Riley Mk XXVI-Ford Ecoboost           |
| 2015 | Sébastien Bourdais João Barbosa Christian Fittipaldi    | Action Express Racing                 | Coyote-Corvette DP                    |
| 2016 | Pipo Derani Scott Sharp Ed Brown Johannes van Overbeek  | Tequila Patrón ESM                    | Ligier JS P2-Honda                    |
| 2017 | Alex Lynn Ricky Taylor Jordan Taylor                    | Wayne Taylor Racing                   | Cadillac DPi.V-R                      |
| 2018 | Johannes van Overbeek Nicolas Lapierre Pipo Derani      | Tequila Patrón ESM                    | Nissan Onroak DPi                     |
| 2019 | Felipe Nasr Pipo Derani Eric Curran                     | Whelen Engineering Racing             | Cadillac DPi.V-R                      |
| 2020 | Jonathan Bomarito Ryan Hunter-Reay Harry Tincknell      | Mazda Motorsports                     | Mazda RT24-P                          |
| 2021 | Sébastien Bourdais Loïc Duval Tristan Vautier           | JDC-Mustang Sampling Racing           | Cadillac DPi-V.R                      |
| 2022 | Earl Bamber Neel Jani Alex Lynn                         | Cadillac Racing                       | Cadillac DPi-V.R                      |
| 2023 | Jack Aitken Pipo Derani Alexander Sims                  | Whelen Engineering Racing             | Cadillac V-Series.R                   |
| 2024 | Louis Delétraz Colton Herta Jordan Taylor               | Wayne Taylor Racing with Andretti     | Acura ARX-06                          |
| 2025 | Felipe Nasr Nick Tandy Laurens Vanthoor                 | Porsche Penske Motorsport             | Porsche 963                           |